# Изворна ћелија
Изворна, клицина или матична ћелија (енгл. stem cell) је недиференцирана ћелија која има неограничену способност деобе, при чему после сваке деобе једна од новонасталих кћерки-ћелија расте и диференцира се у одређеном правцу, а друга остаје недиференцирана, изворна ћелија. Појављују се код ембриона, а у неким ткивима постоје током читавог живота организма, где обезбеђују прекурсоре из којих ће настати диференциране ћелије.

## Развојне могућности
Према развојном потенцијалу могу се разликовати:
- тотипотентне
- плурипотентне
- мултипотентне
- унипотентне.

Тотипотентне матичне ћелије имају највећи развојни потенцијал, од њих може настати било који тип од преко 200 ћелија које има организам човека. Тотипотентне су ембрионалне ћелије до ступња од 8 бластомера.
Плурипотентне настају развићем тотипотентних и од њих не могу настати сви типови ћелија, као од тотипотентних, али може настати велики број. Припадају им ембрионалне матичне ћелије унутрашње ћелијске масе бластоциста од које ће настати клицини листови. Њихов раст је могућ и у култури ткива. 
Мултипотентне изворне ћелије су малобројне недиференциране ћелије унутар ткива одраслог организма које се могу диференцирати у ћелије међусобно блиско повезане као што су ћелије хематопојезе у коштаној сржи, матичне ћелије строме коштане сржи и др. 
Унипотентне могу да дају само један тип ћелија, а по способности самообнављања разликују се од нематичних ћелија. Типичне унипотентне ћелије су ћелије базалног слоја епидермиса, паренхимске ћелије јетре и др. Заслужне су за регенерацију ткива.